# Marilyn Okoro
Marilyn Okoro, född den 23 september 1984 är en brittisk friidrottare som tävlar på 400- och 800 meter.
Okoros genombrott kom när hon slutade trea på 800 meter vid universiaden 2005. Hon var även i final på 800 meter vid Samväldesspelen 2006 men slutade där på en sjunde plats. Vid VM 2007 ingick hon i det brittiska stafettlag över 4 x 400 meter som slutade på en bronsplats. Individuellt tävlade hon på 800 meter men blev utslagen i semifinalen. 
Hon deltog även vid Olympiska sommarspelen 2008 där hon slutade sexa i sin semifinal på 800 meter och tog sig därmed inte vidare till finalen. Hon avslutade emellertid året med att bli trea vid IAAF World Athletics Final 2008 i Stuttgart efter kenyanskorna Pamela Jelimo och Janeth Jepkosgei.

## Personliga rekord
- 400 meter - 52,00
- 800 meter - 1.58,45

### Webbkällor
- Fakta på IAAF:s webbplats